# جاك بيتر (لاعب كرة قدم)
جاك بيتر (بالإنجليزية: Jack Angus)‏ (1 ديسمبر 1868 بغلاسكو في المملكة المتحدة - 1933 في المملكة المتحدة) هو لاعب كرة قدم بريطاني (وحمل سابقاً جنسية المملكة المتحدة لبريطانيا العظمى وأيرلندا) في مركز الهجوم. لعب مع مانشستر سيتي ونادي ساوثهامبتون ونادي فولهام ونادي لانارك الثالث.